# Скуби-Ду и Бэтмен: Отважный и смелый
Скуби-Ду и Бэтмен: Отважный и смелый (англ. Scooby-Doo! & Batman: The Brave and the Bold) — комедийный мультипликационный фильм, выпущенный сразу на видео и основанный на персонажах «Скуби-Ду», комиксов о супергероях DC Comics и мультсериале «Бэтмен: Отважный и смелый». Премьера картины состоялась 6 января 2018 года в Китайском театре TCL, на DVD и Blu-ray фильм вышел 9 января 2018 года. Премьера мультфильма в России состоялась 18 сентября 2021 года на канале Cartoon Network в дубляже от студии Пифагор.

## Сюжет
Шэгги и Скуби-Ду убегают от монстра, управляющего марионетками, завлекая его в ловушку, приготовленную Фредом. Внезапно появляется Бэтмен и отпугивает кукольника. Члены корпорации «Тайна» выясняют, что под маской кукловода и его марионетки скрываются супергерои Марсианский Охотник и детектив Шимп. Оказывается, Бэтмен устроил проверку сыщикам, чтобы пригласить их сотрудничать.
Бэтмен, Аквамен и Вопрос побеждают Загадочника, Женщину-кошку и Убийцу Крока, после чего отправляются на собрание сыщиков, оставив Аквамена так как он не является детективом. Туда же прибывают Марсианский Охотник, детектив Шимп и члены корпорации «Тайна». На собрании Фред знакомится со своим кумиром Чёрной Канарейкой, а Дафна нечаянно садится на Пластикмена, приняв его за стул. Получив право выбрать любое нераскрытое дело, Велма выбирает единственное досье из ящика Бэтмена. Внезапно появляется загримированный под детектива Аквамен, и Бэтмен позволяет ему остаться. Затем поступает сообщение о преступлении на складе химических веществ и все сыщики направляются туда. Главными в расследовании Бэтмен назначает новичков.
Прибыв на склад, Велма и Шимп выясняют, что похищены несколько пробирок с радиоактивным веществом. Бэтмен слышит зовущий его голос и перед ним предстаёт чудовище в багровом плаще. Монстр обвиняет Тёмного рыцаря и обещает отомстить ему и всему Готэм-Сити. Сыщикам удаётся покинуть склад, прежде чем взорвутся хранящиеся в нём бочки с горючим. Бэтмен отправляет Скуби-Ду и его друзей в одно из кафе, дожидаться дальнейших указаний.
В кафе к Фреду подходит детектив Харви Буллок и обвиняет Джонса и его друзей во взрыве на складе. В качестве улики он показывает фотографию фургона корпорации «Тайна», рядом с местом взрыва, полученную из анонимного источника. Появляется Бэтмен и «отшивает» Буллока. Тёмному рыцарю приходится рассказать юным детективам о нераскрытом деле, случившемся в первый год его пребывания на посту хранителя Готэма. Тогда в лаборатории учёного Майло при эксперименте по телепортации пропал один из его помощников Лео Скарлетт. Путём перестановки букв в имени, Дафна выясняет, что вторым участником эксперимента был Эдвард Нигма, известный как Загадочник.
Сыщики отправляются в лечебницу Аркхем, где содержится Загадочник, но не добиваются ответа. Появившийся там же Багровый Плащ отключает электричество, что даёт возможность пациентам Аркхема выйти из своих камер. Начинается погоня, но Бэтмену удаётся заварить ворота лечебницы. Оказавшись на кладбище позади Аркхема, Скуби-Ду находит чей-то след. Около фургона сыщиков поджидает Харви Буллок с ордером на обыск и Марсианский Охотник сотоварищи. В фургоне обнаружена пробирка от вещества, похищенного со склада. Бэтмен и юные сыщики сбегают. Марсианский Охотник и другие супергерои отправляются на поимку беглецов.
Вырвавшиеся из Аркхема преступники развлекаются в баре, куда внезапно врезается фургон. Злодеи под предводительством Джокера и Пингвина также отправляются в погоню за Бэтменом. Беглецы на ходу пересаживаются в бэтмобиль и им удаётся скрыться. Упустив Тёмного рыцаря, супергерои-сыщики обезвреживают разгулявшихся злодеев.
Оказавшись в Бэт-пещере, Скуби-Ду и его друзья осматривают достопримечательности. В новостях Харви Буллок обвиняет корпорацию «Тайна» в совершённых преступлениях и демонстрирует видеозапись, на которой Шэгги ворует контейнеры. Бэтмен отправляется в лабораторию Майло, поручив Велме исследовать найденный на кладбище след. В лаборатории к Тёмному рыцарю присоединяются Аквамен, который не верит в причастность корпорации «Тайна» и собирается помочь Бэтмену, а также несколько позже присоединяется и Вопрос. Появляется Багровый Плащ и нападает на героев.
Почва, на которой остался след, превращается в монстра и нападает на юных детективов. Расправившись с чудовищем с помощью сушилки, Дафна выясняет, кому принадлежит след. Узнав, что Бэтмену грозит опасность, сыщики надевают костюмы помощников Тёмного рыцаря и отправляются ему на помощь.
Багровый Плащ починил телепортатор и собирается отправить Бэтмена в небытие. В этот момент появляются Скуби-Ду с друзьями и нападают на монстра. Фред использует сушилку и уничтожает Багрового Плаща. Дафна объясняет, что им был Глиноликий, который после увлажнения оживает и рассказывает, что за всем стоит Загадочник. Бэтмен раскрывает, что Эдвард Нигма всё это время прятался под маской Вопроса. На эту мысль его навели слова Аквамена о том, что Вопроса словно подменили.
Загадочник обманывает Бэтмена, освобождается от наручников и запускает телепортатор, но появившийся Вопрос обезвреживает Нигму. В силовом поле появляется силуэт и Тёмному рыцарю удаётся вытащить оттуда пропавшего учёного, прежде чем телепортатор взорвался. Дафна объявляет, что корпорации «Тайна» известно настоящее имя Бэтмена, но они оставят его в тайне.

## Роли озвучивали
| Актёр                 | Роль                                        |
| --------------------- | ------------------------------------------- |
| Дидрих Бадер          | Бэтмен                                      |
| Фрэнк Уэлкер          | Фред Джонс; Скуби-Ду                        |
| Мэттью Лиллард        | Шэгги Роджерс                               |
| Грей Делайл           | Дафна Блейк; Чёрная Канарейка               |
| Кейт Микуччи          | Велма Динкли                                |
| Джефф Беннетт         | Джокер                                      |
| Том Кенни             | Пингвин; Пластикмен                         |
| Тара Стронг           | Харли Квинн; Ядовитый Плющ                  |
| Николас Гест          | Марсианский Охотник                         |
| Джон Майкл Хиггинс    | Загадочник                                  |
| Джеффри Комбс         | Вопрос                                      |
| Джон Ди Маджо         | Аквамен; Мистер Фриз; Багровый Плащ         |
| Кевин Майкл Ричардсон | Глиноликий; детектив Шимп                   |
| Фред Таташор          | Харви Буллок; Убийца Крок; Бэйн; Блокбастер |
| Ника Футтерман        | Женщина-кошка                               |